# ریرا (نام خانوادگی)
ریرا نام خانوادگی افراد زیر است:
- آلبرت ریرا (متولد ۱۹۸۲) فوتبالیست حرفه‌ای اسپانیایی
- فردینان ریرا (متولد ۱۹۸۴) فوتبالیست بازنشسته آلبانیایی
- فرناندو ریرا، بازیکن فوتبال اهل شیلی